# جایزه گلدن گلوب بهترین بازیگر زن – فیلم درام
جایزه گلدن گلوب بهترین بازیگر زن – فیلم درام یکی از جوایز گلدن گلوب است که برای اولین بار توسط انجمن مطبوعات خارجی هالیوود به عنوان یک دسته جداگانه در سال ۱۹۵۱ اهدا شد. پیش از این، یک جایزه واحد برای «بهترین بازیگر زن در فیلم» وجود داشت، اما پس از تفکیک کردن، این جایزه در کنار جایزه بهترین بازیگر زن – فیلم موزیکال یا کمدی به رسمیت شناخته شد.

## برندگان و نامزدها

### دهه ۱۹۴۰ تا دهه ۲۰۱۰
—تنها اسامی برندگان ذکر شده است.
| دهه ۱۹۴۰ | دهه ۱۹۴۰           | دهه ۱۹۵۰ | دهه ۱۹۵۰       | دهه ۱۹۶۰ | دهه ۱۹۶۰     | دهه ۱۹۷۰ | دهه ۱۹۷۰    | دهه ۱۹۸۰ | دهه ۱۹۸۰      | دهه ۱۹۹۰ | دهه ۱۹۹۰     | دهه ۲۰۰۰ | دهه ۲۰۰۰      | دهه ۲۰۱۰ | دهه ۲۰۱۰         |
| سال      | بازیگر             | سال      | بازیگر         | سال      | بازیگر       | سال      | بازیگر      | سال      | بازیگر        | سال      | بازیگر       | سال      | بازیگر        | سال      | بازیگر           |
| -------- | ------------------ | -------- | -------------- | -------- | ------------ | -------- | ----------- | -------- | ------------- | -------- | ------------ | -------- | ------------- | -------- | ---------------- |
|          |                    | ۱۹۵۰     | گلوریا سوانسون | ۱۹۶۰     | گریر گارسون  | ۱۹۷۰     | الی مک‌گرو   | ۱۹۸۰     | مری تایلر مور | ۱۹۹۰     | کتی بیتس     | ۲۰۰۰     | جولیا رابرتز  | ۲۰۱۰     | ناتالی پورتمن    |
|          |                    | ۱۹۵۱     | جین وایمن      | ۱۹۶۱     | جرالدین پیج  | ۱۹۷۱     | جین فوندا   | ۱۹۸۱     | مریل استریپ   | ۱۹۹۱     | جودی فاستر   | ۲۰۰۱     | سیسی اسپیسک   | ۲۰۱۱     | مریل استریپ      |
|          |                    | ۱۹۵۲     | شرلی بوت       | ۱۹۶۲     | جرالدین پیج  | ۱۹۷۲     | لیو اولمان  | ۱۹۸۲     | مریل استریپ   | ۱۹۹۲     | اما تامسون   | ۲۰۰۲     | نیکول کیدمن   | ۲۰۱۲     | جسیکا چستین      |
| ۱۹۴۳     | جنیفر جونز         | ۱۹۵۳     | آدری هپبورن    | ۱۹۶۳     | لزلی کارون   | ۱۹۷۳     | مارشا میسون | ۱۹۸۳     | شرلی مک‌لین    | ۱۹۹۳     | هالی هانتر   | ۲۰۰۳     | شارلیز ترون   | ۲۰۱۳     | کیت بلانشت       |
| ۱۹۴۴     | اینگرید برگمن      | ۱۹۵۴     | گریس کلی       | ۱۹۶۴     | ریتا هیورث   | ۱۹۷۴     | جنا رولندز  | ۱۹۸۴     | سالی فیلد     | ۱۹۹۴     | جسیکا لنگ    | ۲۰۰۴     | هیلاری سوانک  | ۲۰۱۴     | جولیان مور       |
| ۱۹۴۵     | اینگرید برگمن      | ۱۹۵۵     | آنا مانیانی    | ۱۹۶۵     | سامانتا اگار | ۱۹۷۵     | لوئیز فلچر  | ۱۹۸۵     | ووپی گلدبرگ   | ۱۹۹۵     | شارون استون  | ۲۰۰۵     | فلیسیتی هافمن | ۲۰۱۵     | بری لارسون       |
| ۱۹۴۶     | روزالیند راسل      | ۱۹۵۶     | اینگرید برگمن  | ۱۹۶۶     | ادیث ایوانز  | ۱۹۷۶     | فی داناوی   | ۱۹۸۶     | مارلی متلین   | ۱۹۹۶     | برندا بلتین  | ۲۰۰۶     | هلن میرن      | ۲۰۱۶     | ایزابل هوپر      |
| ۱۹۴۷     | جین وایمن          | ۱۹۵۷     | جوآن وودوارد   | ۱۹۶۷     | ادیث ایوانز  | ۱۹۷۷     | جین فوندا   | ۱۹۸۷     | سالی کیرکلند  | ۱۹۹۷     | جودی دنچ     | ۲۰۰۷     | جولی کریستی   | ۲۰۱۷     | فرانسیس مک‌دورمند |
| ۱۹۴۸     | اولیویا دی هاویلند | ۱۹۵۸     | سوزان هیوارد   | ۱۹۶۸     | جوآن وودوارد | ۱۹۷۸     | جین فوندا   | ۱۹۸۸     | جودی فاستر    | ۱۹۹۸     | کیت بلانشت   | ۲۰۰۸     | کیت وینسلت    | ۲۰۱۸     | گلن کلوز         |
| ۱۹۴۹     | دبورا کار          | ۱۹۵۹     | الیزابت تیلور  | ۱۹۶۹     | جنویو بوژو   | ۱۹۷۹     | سالی فیلد   | ۱۹۸۹     | میشل فایفر    | ۱۹۹۹     | هیلاری سوانک | ۲۰۰۹     | ساندرا بولاک  | ۲۰۱۹     | رنی زلوگر        |

### دهه ۲۰۲۰
| سال           | بازیگر                     | شخصیت                 | فیلم                             |
| ------------- | -------------------------- | --------------------- | -------------------------------- |
| ۲۰۲۰          | آندرا دی                   | بیلی هالیدی           | ایالات متحده دربرابر بیلی هالیدی |
| ۲۰۲۰          | وایولا دیویس               | ما رینی               | بلک باتم ما رینی                 |
| ۲۰۲۰          | ونسا کربی                  | مارتا ویس             | تکه‌های یک زن                     |
| ۲۰۲۰          | فرانسیس مک‌دورمند           | فرن                   | سرزمین خانه‌به‌دوش‌ها               |
| ۲۰۲۰          | کری مولیگان                | کاساندرا «کیسی» توماس | زن جوان آتیه‌دار                  |
| ۲۰۲۱          | نیکول کیدمن                | لوسیل بال             | ریکاردو بودن                     |
| ۲۰۲۱          | جسیکا چستین                | تامی فی مسنر          | چشم‌های تامی فی                   |
| ۲۰۲۱          | الیویا کلمن                | لدا کاروسو            | دختر گمشده                       |
| ۲۰۲۱          | لیدی گاگا                  | پاتریتسیا رجانی       | خاندان گوچی                      |
| ۲۰۲۱          | کریستن استوارت             | دایانا، شاهدخت ولز    | اسپنسر                           |
| ۲۰۲۲          |                            |                       |                                  |
| کیت بلانشت    | لیدیا تار                  | تار                   |                                  |
| الیویا کلمن   | هیلاری اسمال               | امپراتور روشنایی      |                                  |
| وایولا دیویس  | ژنرال نانیسا               | پادشاه زن             |                                  |
| آنا د آرماس   | مریلین مونرو               | بلوند                 |                                  |
| میشل ویلیامز  | میتزی فیبلمن               | خانواده فیبلمن        |                                  |
| ۲۰۲۳          |                            |                       |                                  |
| لیلی گلادستون | مولی کایل                  | قاتلان ماه گل         |                                  |
| آنت بنینگ     | دیانا نیاد                 | نیاد                  |                                  |
| زاندرا هولر   | ساندرا وویتر               | آناتومی یک سقوط       |                                  |
| گرتا لی       | نورا مون                   | زندگی‌های گذشته        |                                  |
| کری مولیگان   | فلیسیا مونته‌آلگره برنستاین | مایسترو               |                                  |
| کیلی اسپینی   | پریسیلا پریسلی             | پریسیلا               |                                  |

## نامزدی‌های چندباره
| ۱۴ نامزدی - مریل استریپ ۷ نامزدی - نیکول کیدمن ۶ نامزدی - کیت بلانشت - فی داناوی - کاترین هپبورن - جرالدین پیج ۵ نامزدی - آن بنکرافت - اینگرید برگمن - جین فوندا - جودی فاستر - گلندا جکسون - جسیکا لنگ - سوزان ساراندون - جوآن وودوارد | ۴ نامزدی - الن برستین - جسیکا چستین - جودی دنچ - سالی فیلد - آدری هپبورن - دایان کیتن - شرلی مک‌لین - میشل فایفر - سیسی اسپیسک - الیزابت تیلور - اما تامپسون - لیو اولمان - کیت وینسلت ۳ نامزدی - آنت بنینگ - گلن کلوز - وایولا دیویس - اسکارلت جوهانسون - هلن میرن - جولین مور - کری مولیگان - ونسا ردگریو - جنا رولندز - جین سیمونز - شارلیز ترون - سیگورنی ویور - میشل ویلیامز - دبرا وینگر - ناتالی وود | ۲ نامزدی - هلی بری - ساندرا بولاک - لزلی کارون - جولی کریستی - جیل کلایبورگ - الیویا کلمن - بتی دیویس - اولیویا دی هاویلند - آنجلینا جولی - دبورا کار - لیدی گاگا - آنا مانیانی - رونی مارا - مارشا ماسون - فرانسیس مک‌دورمند - ملینا مرکوری - سارا مایلز - رزمند پایک - ناتالی پورتمن - لی رمیک - سرشه رونان - روزالیند راسل - کریستین اسکات توماس - سیمون سینیوره - مگی اسمیت - شارون استون - باربارا استرایسند - هیلاری سوانک - تیلدا سوینتن - اوما تورمن - امیلی واتسون - شلی وینترز - جین وایمن |

## جوایز چندباره
| ۳ جایزه - اینگرید برگمن (۲ متوالی) - کیت بلانشت - جین فوندا (۲ متوالی) - مریل استریپ (۲ متوالی) | ۲ جایزه - سالی فیلد - جودی فاستر - نیکول کیدمن - شرلی مک‌لین - جرالدین پیج (متوالی) - روزالیند راسل (متوالی) - هیلاری سوانک - جوآن وودوارد - جین وایمن |